# デーヴィ・シュリー・プラサード
デーヴィ・シュリー・プラサード（Devi Sri Prasad、1979年8月2日 - ）は、インドのテルグ語映画、タミル語映画で活動する作曲家、作詞家、歌手。「DSP」の通称で知られ、これまでに国家映画賞、フィルムフェア賞 南インド映画部門、南インド国際映画賞、CineMAA賞を受賞している。また、テルグ語映画で最も収入のある作曲家の一人として知られている。
20年以上のキャリアの中で100本以上の映画に携わっており、1997年にスタジオ・アルバム『Dance Party』で作曲家デビューし、収録曲8曲のうち1曲の作曲を手掛けた。2001年に『Anandam』の作曲を手掛けたことでテルグ語映画での人気を確立し、『Badri』でタミル語映画デビューしている。2015年には『Kumari 21F』でダンスの振り付けを手掛けている。

## 生い立ち
アーンドラ・プラデーシュ州東ゴーダーヴァリ県ヴェドゥルパカのテルグ語話者の家庭に生まれ、「ガンダム・シュリプラサード (Gandham Sriprasad)」と名付けられた。名前は母方の祖父母（デーヴィ・ミーナクシ、プラサーダ・ラーオ）から取られている。父のG・サティヤムールティは『Devatha』『Khaidi No. 786』『Pedarayudu』の脚本家として知られている。

## キャリア

### 作曲家

#### 1999年 - 2001年
音楽監督を志すようになったきっかけは、『Sagara Sangamam』を鑑賞したことだったという。デビュー・アルバム「Dance Party」ではS・P・チャランと共演し、1999年に『Devi』の映画音楽とサウンドトラックを手掛け、作曲家デビューした。2001年にシュリーヌ・ヴァイトラの『Anandam』に参加し、サウンドトラックが高い評価を得て作曲家として知名度を上げた。サウンドトラックの「Premante Emitante」では作曲・歌手、「Monalisa」で歌手を務めた。Idlebrain.comはサウンドトラックについて「音楽は良いが、いくつかの曲はバックストリート・ボーイズから影響を受けている。背景音楽は特に印象的だった。デーヴィ・シュリー・プラサードは素晴らしい音楽を生み出す可能性のあるフルタイムのラブストーリーを手掛けるチャンスを得た」と批評している。同年には『Badri』の作曲を手掛け、タミル語映画デビューした。

#### 2002年 - 2005年
2002年に『Kalusukovalani』『Manmadhudu』『Sontham』のサウンドトラックを含めた5枚のアルバムを手掛け、これらはリリース当時最大のヒットチャートとなった。また、映画も批評的・興行的に成功を収め、『Manmadhudu』『Sontham』の楽曲もヒットを記録している。これらのアルバムは、批評家から高い評価を得ている。『Manmadhudu』の批評では「デーヴィ・シュリー・プラサードの音楽は素晴らしい。背景音楽も同じように素晴らしい出来栄えだ。これらの楽曲のピクチャライゼーションが、『Manmadhudu』の質を高めている」と評されている。同年には『Khadgam』に作曲も手掛け、『ザ・タイムズ・オブ・インディア』のクリシュナ・プラサード・チグルパアティから「デーヴィ・シュリー・プラサードが作曲した"Meme Indians"は風刺やユーモアを交えながら、インド人の真の気構えや団結を描いている」と批評されており、「Nuvvu Nuvvu」はアルバム収録曲の中で最大のヒットを記録している。
2004年に『Varsham』に参加し、2003年12月18日にはアーディティヤ・ミュージック主催のオーディオリリース・イベントがハイデラバードのアンナプルナ・スタジオで開催された。同作にはDSPを映画界に導いたM・S・ラージュが参加しており、彼と仕事をするのは『Devi』以来二度目である。アルバム収録曲「Neeti Mulla」では弟ガンダム・サーガルが歌手を務めており、同曲をきっかけに彼は歌手デビューしている。『Varsham』は興行的な成功を収め、DSPはサントーシャム南インド映画賞 音楽監督賞、CineMAA賞 音楽監督賞、フィルムフェア賞 テルグ語映画部門音楽監督賞を受賞した。また、idlebrain.comからは「彼は映画に完璧な音楽をもたらし、そのソウルフルでメロディアス、そしてロマンティックな音楽は観客に衝撃を与えた」と評価されている。同年には『Arya』にも参加し、これ以降DSPはスクマール監督作品の常連スタッフとなった。彼が作曲した「Aa Ante Amalapuram」はテルグ語圏を中心にインド全土で人気を集め、『ザ・タイムズ・オブ・インディア』は、同曲を含めて6曲が収録されたアルバムを「史上最高傑作のアルバム」と絶賛している。また、IndiaGlitzは「称賛されるべきなのは、音楽家のデーヴィ・シュリー・プラサードである。彼は楽曲の中で素晴らしいインスピレーションを見せ、真夏の中の冷えたジュースのように心を癒やしてくれる。特に"Nuvvante"、"Takadhimithom"、"Feel My Love"は6曲の中でも際立った存在だ」と評価している。
2005年には『Varsham』をリメイクした『Mazhai』の作曲を手掛けた。この年はテルグ語版・タミル語版を合わせて11枚のアルバムをリリースしており、単年の最多リリース数を記録している。また、2004年12月21日にリリースされた『Nuvvostanante Nenoddantanaによって、DSPはインドで最も多作な音楽家の一人となった。同アルバムでは、1951年の『Pathala Bhairavi』でガンタサーラが歌手を務めた「Prema Kosamai Volalo」をリミックスしており、DSPにとって初めてのリミックス曲となった。Idlebrain.comはアルバムについて「この曲はステレオで聴くとイマイチに感じるかも知れないが、スクリーンに映し出されるシチュエーションの中で聴くと、まったく違ってくる。映画の中では、この曲の素晴らしさが際立っている。再録と背景音楽も素晴らしく、これらのリズム、陽気さ、感情の高まり、情熱が曲の隅々にまで流れている。この映画の曲は、物語の一部になっている」と批評している。この他にも『Bhadra』『Bunny』『Aaru』の作曲を手掛け、『Sachein』が批評的・興行的な成功を収めたことでタミル語映画界での知名度を上げた。また、作曲を手掛けた「Vaadi Vaadi」「Dai Dai Dai Kattikkoda」「Kanmoodi Thirakumbothu」「Gundu Manga Thoppukkulle」は、リリースと同時にヒットチャート入りするなど人気を集めた。

#### 2006年 - 2009年
2006年に参加した映画はすべて恋愛映画で、その中で『Bommarillu』は最大のヒットを記録し、批評家からも高く評価された。収録曲の中で「Appudo Ippudo」「Nammaka Thappani」「Bommani Geesthe」はヒットチャート入りしており、IndiaGlitzは「"Bommani Geesthe"は古風な趣があり、かなり庶民的だった。これは、デーヴィ・シュリー・プラサードが近ごろ試みていなかったやり方だ。これを聴いたら、きっと同じことを何度もやって欲しいと思うようになるだろう。彼の楽器法、特にヴァイオリン・アンサンブルは素晴らしいの一言に尽きる。映画の合間に流れるテーマソングのヴァイオリン演奏は本当に美しい。アルバムの中の最良の一曲だ」と批評しており、このアルバムは2006年に最も売れたテルグ語アルバムの一つとなった。『Pournami』のアルバムでは、キャリアの中で初めて伝統的スタイルのクラシック音楽を手掛けた。このアルバムにはDSPの他にK・S・チトラ、シリヴェンネラ・シータラーマ・サストリーが参加しており、批評家からも好意的に評価されている。『ザ・タイムズ・オブ・インディア』では「デーヴィ・シュリー・プラサードの最高の6曲」という特集記事の中で『Anandam』『Kalusukovalani』『Manmadhudu』『Varsham』『Nuvvostanante Nenoddantana』『Arya』が取り上げられている。
2007年は、作曲を手掛けたアクション・コメディ映画が4本公開され、批評家からは一定の評価をされた。このうち、『Shankar Dada Zindabad』の挿入歌「Good Morning Hyderabad」ではカメオ出演しており、主演のチランジーヴィと共演している。2008年には『Sangama』の作曲を手掛け、カンナダ語映画デビューした。また、トリヴィクラム・シュリニヴァスのヒット作『Jalsa』にも参加しており、同作で初めてトリヴィクラム・シュリニヴァス、パワン・カリヤーンと仕事を共にした。「Gaallo Thelinattunde」「My Heart is Beating」はヒット曲となり、2008年で最も売れたテルグ語のアルバム曲となった。楽曲のオーディオ権は、アーディティヤ・ミュージックが900万ルピーで取得しており、これは当時のテルグ語映画界では歴代最高額だった。サウンドトラックについては「活気があり若々しく、信じられないような楽しさに満ちている」と批評された。K・S・ラヴィクマールの『Dasavathaaram』にも参加しており、カマル・ハーサンとアシン・トーットゥンカルが出演した同作は興行的な成功を収めている。元々はヒメーシュ・レーシャミヤーが作曲を手掛ける予定だったが、彼がヒンディー語映画の企画に参加することになったため、DSPが新たに起用されたという。
2009年には5枚のアルバムをリリースした。スクマールの『Arya 2』で作曲を手掛け、ヒンディー語吹替版・マラヤーラム語吹替版・タミル語吹替版の作曲も担当している。「Ringa Ringa」「Uppenantha Prema」「My Love Is Gone」はヒットチャート入りし、このうち「Ringa Ringa」はカルト的な人気を集め、同曲は2011年にDSPが参加した『Ready』でリメイクされている。『Kanthaswamy』では主演のヴィクラムのために4曲を作曲している。Rediff.comのパヴィトラ・シュリニヴァサンはアルバムについて、「『Kanthaswamy』の音楽はデーヴィ・シュリー・プラサードにとってベストな作品ではなかった」と批評している。また、収録曲の「Excuse Me」では著作権を巡る騒動が起きており、「歌詞全体のうち5行を作詞した」と主張するV・エランゴが訴訟を起こしていたが、最終的に製作チームが勝訴している。

#### 2010年 - 2014年
2010年は『Singam』『Manmadan Ambu』に参加し、両方のアルバムが批評家・観客から高い評価を得ている。Rediff.comは『Manmadan Ambu』のアルバムについて「DSPは自分のルールに忠実な作曲に定評があり、今回もいくつかの部分でそれが見られたものの、全体的な作詞や音楽は主演のカマル・ハーサンの影響を強く受けている。たた理由はどうあれ、最終的に私たちを楽しませてくれる」と批評しており、Behindwoods.comは「洋楽化されたフォークソング、ジャズ、メロディ、ポエム……アルバムにこれ以上のバラエティを求めることはできないが、DSPはそれを実現させた。この新しい挑戦は、彼の成熟と革新的であろうとする意志を感じさせてくれる」と批評している。2011年には『100% Love』『Mr. Perfect』の作曲を手掛け、これらのアルバムはアーディティヤ・ミュージックからリリースされた。Ragalahari.comは「スクマールとデーヴィ・シュリーのデュオは都会の若者の脈動を完璧に把握しており、このアルバムもターゲットとなる多くの聴衆の注目を集めようとする素晴らしい挑戦だ。『100% Love』は、まさに100%若者のための作品だ」と批評しており、Idlebrain.comはDSPの背景音楽を高く評価している。また、Greatandhra.comは『Mr. Perfect』の音楽について「DSPは魂を揺さぶる曲を作り出し、ステレオタイプのラップとビートから脱却した。いくらか輝きを放つこともあるが、ミキシングと背景音楽のビートの部分で反復的な状態が見られる。大半の曲でメロディが欠けており、エネルギーと軽妙なタッチにフォーカスが当てられている」と批評している。同年には『Oosaravelli』の作曲も手掛けたが、批評家からの評価は芳しくなかった。
2012年は『Gabbar Singh』『Julayi』『Damarukam』『Sarocharu』の作曲を手掛けた。『Julayi』のアルバム『Julai』は2012年7月6日にリリースされ、ヒットチャート入りしている。イギリスでは同月14日にBBCアジアン・ネットワークのラジオ局が、テルグ語の楽曲として初めて「O Madhu」をオフィシャル・プレイリストに掲載している。また、収録曲の一つではアッル・アルジュンと共演してダンスを披露している。『Gabbar Singh』では南インド国際映画賞テルグ語映画部門音楽監督賞、フィルムフェア賞テルグ語映画部門音楽監督賞を受賞しており、マライカ・アローラをフィーチャリングした「Kevvu Keka」はカルト的な人気を集めている。IndiaGlitzは「DSPは熟練のエンジニアのように音響を適切なレベルに保っている」と批評しており、『インディアン・ヘラルド』のチェルク・ラージャーは『Sarocharu』のアルバムについて「DSPの魔法の曲は、この映画のオーディオにおいては核心を突くにはいたっていない」と批評している。50本目の参加作品となった『Damarukam』では混合的な評価を得ており、背景音楽については称賛されたものの、10曲収録のアルバムについてはロマンス調の楽曲以外の評価は芳しくなかった。
2014年は『ザ・フェイス』『1: Nenokkadine』『Mirchi』に参加し、作曲を手掛けたアルバムは2013年から2014年にかけてリリースされた。これらの映画はすべて成功を収め、アルバムも高い評価を得ている。『ザ・タイムズ・オブ・インディア』のカールティク・パスプレートは『誰だ!』の音楽について3/5の星を与え、「音楽監督のデーヴィ・シュリー・プラサードの作り上げたアルバムは高いビートと低いメロディを特徴とするが、臆することなく聴衆を楽しませてくれる。突出した曲こそないものの、このアルバムにはハッピーな空気が満ちている」と批評している。『1: Nenokkadine』のアルバム・リリースの際はハイデラバードのシルパーカーラ・ヴェディカでプロモーション・イベントが開催された。このイベントはアーンドラ・プラデーシュ州とテランガーナ州の24劇場でライブ上映されるインド初のオーディオリリース・イベントとなり、1万4500人が参加した。2013年7月19日には『Attarintiki Daredi』がリリースされ、同年にDSPが手掛けたアルバムの中で最大のヒットを記録した。収録曲の「Kaatama Rayuda」は1940年公開の『Sumangali』でチットゥール・V・ナガイアーが作曲、サムドラーラ・ラーガヴァーチャールヤが作詞した曲をリミックスしたもので、パワン・カリヤーンがリミックス曲を歌っている。また、DSPはこのアルバムで初めてマルチ・ジャンルの曲を作曲している。iQlikmoviesはアルバムについて、「『Attarintiki Daredi』はパワン・カリヤーン、デーヴィ・シュリー・プラサード、トリヴィクラム・スリニヴァスというヒット・コンビネーションによる、テルグ語映画ファンなら誰もが期待するアルバムだ。そして、このアルバムにはメロディ・活力が込められており、映画全体の雰囲気を間違いなく高めてくれる」と批評している。このほかに『Iddarammayilatho』『Singam II』の作曲を手掛けており、『ザ・タイムズ・オブ・インディア』は「『Singam II』のアルバムはリズミカルなビートで作られているが、『Singam』と違和感がないほど似通っている」と批評している。『Iddarammayilatho』の収録曲の「Top Lechipoddi」もヒットを記録している。また、2014年には『Veeram』でも成功を収め、『Alludu Seenu』ではアーディティヤ・ミュージック史上最高のヒット曲となった。

#### 2015年 - 2018年
2015年は『Kumari 21F』『Nenu Sailaja』の作曲を手掛け、アルバムは「ミュージカル・ヒット」を記録したが、『ザ・タイムズ・オブ・インディア』は『Kumari 21F』の音楽について「DSPに求められている水準には達していない」と酷評している。収録曲の「Meghaalu Lekunna」はオーケストラの生演奏で録音され、「最近では珍しいことだ」と評された。 123Teluguは『Nenu Sailaja』のアルバムについて「DSPは、このファミリー・エンターテイナーのラス・ストーリーの流れに沿った心地よい音楽を提供してくれた。作詞家たちは、すべての曲から感情を引き出す見事な仕事をしてくれた。"Crazy feeling"、"Sailaja Sailaja"、"Em Cheppanu"も中々の出来映えで、どのセクションにも合うだろう」と批評している。『Puli』では背景音楽は高い評価を得たが、サウンドトラックについては酷評されており、Indiaglitzは「『Puli』のアルバムは全体的にキビキビしているが、部分的にしか聴けない。DSPのエネルギー（楽器の選択、オーケストラの様式、古風なメロディ）が今回は災いしたようだ」と批評している。一方、2015年の最高興行収入を記録した『Srimanthudu』『S/O Satyamurthy』では批評家から高い評価を得ており、背景音楽・サウンドトラックの両方とも絶賛された。
2016年は『Nannaku Prematho』の作曲を手掛け、スクマール監督作品には参加したのは5本目となった。2015年12月に父サティヤムールティが死去したため、同月27日に開催されたオーディオリリース・イベントで、父のためにアルバムが捧げられた。アルバムについては「実験的な色合いの強いナンバーだけでなく、トレンディなナンバーもたっぷり盛り込まれた楽しいアルバム」、「DSPにとって最高のアルバムとは言えない」、「クレイジー・コンボによる異色のアルバム」とそれぞれ批評されている。同年には『Janatha Garage』の作曲を手掛けて観客と批評家から高い評価を得たが、『Sardaar Gabbar Singh』の評価は芳しくなかった。同作の挿入歌「Naa Koka Baagunda」は、1986年公開のチランジーヴィ主演作『Kondaveeti Raja』の曲をリミックスしたものである。2017年には8枚のアルバムをリリースし、このうち『Khaidi No. 150』『仕置人DJ』は成功を収め、収録曲の「Ammadu Let's Do Kummudu」「Ratthalu」「Seeti Maar」はヒットチャート入りしている。『インディアン・エクスプレス』のA・カメーシュワーリーは「『仕置人DJ』のジュークボックスは、アッル・アルジュンのファンがヒット・デュオに抱いた期待に見事に応えている」と批評している。『Jai Lava Kusa』の音楽も好意的な評価を得ており、『ファーストポスト』は「デーヴィ・シュリー・プラサードは、劇中の"Raavana"の描写のために素晴らしい作曲をしている。収録曲のうち3曲で、作品のテーマが叫ばれている。ロマンティック曲が欲しいところではあるが、『Jai Lava Kusa』のアルバムを深く分析すると、これはビートにこだわった製作側の意識的な選択だったことが理解できる」と批評している。
2018年に『ランガスタラム』の作曲を手掛け、観客と批評家から高い評価を得ている。収録曲のうち「Rangamma Mangamma」「Jigelu Rani」が特に人気を集め、『ファーストポスト』は「アルバムの曲はすべて地方の村を舞台にした映画のために作られたもので、地方のエッセンスを最大限に活かしている。また、これらの曲は『Rasamayi Daruvu』のようなテレビ番組を思い出させてくれる」と批評しており、『Scroll.in』はDSPを「『ランガスタラム』のもう一人の主人公」と評している。また、『ヒンドゥスタン・タイムズ』のプリヤンカー・スンダルは「本質的に『ランガスタラム』のアルバムは素朴なのだ」と批評している。同年には『Saamy Square』の作曲を手掛けたが、同作は興行的に失敗している。また、『Bharat Ane Nenu』『Hello Guru Prema Kosame』も楽曲も混合的な評価となっている。『Bharat Ane Nenu』の挿入歌「I Don't Know」では、ヒンディー語映画のファルハーン・アクタルが歌手を務めている。

#### 2019年 - 現在
2019年は4本の映画に参加し、『デカン・クロニクル』のスレーシュ・カヴィラヤニは『Chitralahari』の楽曲を高く評価している。また、『ザ・タイムズ・オブ・インディア』は『リシの旅路』の音楽について「『リシの旅路』のオリジナル・サウンドトラックは、シチュエーションに応じて曲が作り込まれているため、スクリーンの前で聴いた方がよいだろう」と批評しており、『F2: Fun and Frustration』では背景音楽が高い評価を得ている。2020年は『Sarileru Neekevvaru』の作曲を手掛け、挿入歌の「Mind Block」「He's So Cute」は観客から高い評価を得たものの、批評家からの評価は芳しくなかった。
2021年に『Uppena』の作曲を手掛けて背景音楽とアルバムが高い評価を得ており、「ミュージカル・ヒット」を記録したほか、収録曲の多くがヒット曲となった。特に「Nee Kannu Neeli Samudram」「Jala Jala Jalapaatham Nuvvu」が人気を集め、音楽チャートで上位ランクインを果たしている。『123telugu』は「映画における最大のプラスポイントは、デーヴィ・シュリー・プラサードの素晴らしい音楽だ。物語を大きく支えており、すべての曲が見事に作り上げられ、よく撮られている」、『Idlebrain』は「デーヴィ・シュリー・プラサードは、この映画のために素晴らしい音楽を提供したことに対し、称賛を受けるに値する」とそれぞれ批評している。

### 歌手
DSPはプレイバックシンガーとしても活動しており、20年間のキャリアの中でテルグ語映画、タミル語映画、ヒンディー語映画の楽曲66曲を歌っている。2000年にマニ・シャルマが作曲を手掛けた『Vamsi』の挿入歌「Vecha Vechega」で歌手デビューした。2001年はテルグ語映画で2曲、タミル語映画で2曲を歌っており、『Badri』の挿入歌「Angel Vandhaale」「King of Chennai」でタミル語映画で歌手デビューした。
代表曲には「Tellarindoi」「Kanthasamy」「Rakhi Rakhi」「Mr. Perfect」「A square B square」「Ninnu Chudagane」「Super Machi」「Singam」「Nannaku Prematho」「Ammadu Let's Do Kummudu」「Yentha Sakkagunnave」がある。2006年にM・M・キーラヴァーニが作曲した『Sri Ramadasu』の挿入歌「Hylessa」で歌手を務め、2011年には『100% Love』の挿入歌「A Square B Square」で歌手を務めている。「Nannaku Prematho」では弟サーガルとデュエットし、死別した父のために曲を捧げている。2015年にはヒンディー語映画『Bhaag Johnny』で「Daddy Mummy」の歌手を務めた。同曲は『Shankar Dada Zindabad』でDSPが作曲を手掛けた「Akalesthey」を作曲し直したものである。
DSPは自分が作曲した曲を他言語映画（タミル語、ヒンディー語）でリミックスしており、2021年には『Radhe』の挿入歌「Seeti Maar」（オリジナルは2017年の『仕置人DJ』）をリミックスしている。また、カンナダ語映画『Sangama』では「Dil Maange More」の歌手を務めた。テルグ語映画、タミル語映画で25曲以上の作詞を手掛けており、その大半が自身が歌手を務めた。

### コンサート
2008年7月26日、アメリカ合衆国シカゴで初めて国外コンサートを実施した。2014年6月14日からはキャリアの中で初となるコンサートツアーを発表し、翌15日には7月4日から8月2日にかけてアメリカ・カナダの各都市でコンサートを開催することが明かされた。コンサートには弟サーガルのほかにネーハー・バシン、リタ・テャーガラージャン、ラーニナ・レッディ、マラティ・ラクシュマン、スーラジ・サントーシュが参加し、アメリカ人アーティストがダンスパフォーマンスを披露した。最終日の8月2日にはニュージャージー州のプルデンシャル・センターでコンサートが開催された。これ以降、DSPはアメリカを中心に世界各地でコンサートを開催した。2016年に開催したアメリカ・ツアーは話題を集め、ジー・テルグでテレビ放送された。

### その他の活動
DSPは俳優デビューも計画されていた。2019年にスクマールが脚本を手掛け、ディル・ラージュがプロデュースすることが報じられたものの、製作上の問題から企画は進展していない。2021年3月28日にジー・タミルのリアリティ番組『Rockstar』で審査員として出演し、テレビデビューした。これ以前にもテレビ番組への出演経験はあったが、メジャー番組への出演は同番組が初である。2015年には『Kumari 21F』の挿入歌「Bang Bang Bangkok」のミュージックビデオの振り付けを手掛けている。

## 音楽スタイル
DSPはテルグ語映画において象徴的なアイテム・ナンバーを作曲することで知られている。2000年代以降はアイテム・ナンバーが増加しており、多くをDSPが作曲している。人気を集めた楽曲として「Jigelu Rani」「Aa Ante Amalapuram」「Kevvu Keka」「Aakalesthe Annam Pedatha」「Oo Antava Oo Oo Antava」が挙げられる。その人気から「キング・オブ・アイテム・ナンバー (king of item numbers)」とも呼ばれ、タミル語映画やヒンディー語映画でリミックスした楽曲の大半がアイテム・ナンバーだった。また、キャリアの中でスクマール監督作品に最も多く参加している。
アイテム・ナンバーのほかに、彼の楽曲はロマンティック・メロディ、ポップ・ロック、ハードロック、フォークなどの特徴が多く見られる。『インディアン・エクスプレス』のプリヤンカー・スンダルは「Mellaga Karagani」「Ghal Ghal」「Violin Song」「Gudilo Badilo Madilo Vodilo」をDSPの代表的な楽曲に挙げている。また、アルバムにバッキング・ボーカリストの名前を記載した最初の音楽監督としても知られている。DSPは自身の音楽スタイルについて、「イライヤラージャの音楽とマイケル・ジャクソンのパフォーマンスから大きな影響を受けた」と語っている。

## メディアイメージ
DSPはテルグ語映画で最も収入のある音楽家として知られている。エネルギッシュな音楽ビートとステージパフォーマンスから、メディアでは「ロックスター (Rockstar)」「ロックスターDSP (Rockstar DSP)」と呼ばれている。また、イリノイ州のナウ・アリーナでインターナショナル・デビュー・コンサートツアーを開催中の2014年7月26日には、イリノイ州知事パット・クインが同日を「デーヴィ・シュリー・プラサードの日」に指定している。

## フィルモグラフィー

### 映画
※すべて歌曲シーンにおけるカメオ出演
- Shankar Dada M.B.B.S.（2004年）
- Shankar Dada Zindabad（2007年）
- Manmadan Ambu（2010年）[169]
- Vedi（2011年）
- Julayi（2012年）
- Attarintiki Daredi（2013年）
- Bhaag Johnny（2015年）
- Khaidi No. 150（2017年）
- Sarileru Neekevvaru（2020年）

### ミュージックビデオ
- Ey: Unnada（1998年）
- Tollywood Vajrotsavam（2007年）
- Pakado Pakado（2012年）
- One and Two and Three and Four（2015年）
- Puli Puli（2015年）
- Nannaku Prematho（2016年）
- Har Ghar Tiranga（2022年）[注釈 1]
- O Pari（2022年）
- O Pilla（2022年）
- O Penne（2022年）

### テレビ番組
- Padutha Theeyaga（2007年）
- Jhummandi Naadam（2013年）
- Music Cafe（2017年）
- Bigg Boss 1（2017年）
- Rockstar（2021年）
- Bigg Boss 6（2022年）

## 受賞歴
| 年                                    | 部門                                       | 作品名                                             | 結果       | 出典                                    |
| 国家映画賞                            | 国家映画賞                                 | 国家映画賞                                         | 国家映画賞 | 国家映画賞                              |
| ------------------------------------- | ------------------------------------------ | -------------------------------------------------- | ---------- | --------------------------------------- |
| 2023年                                | 歌曲部門音楽監督賞                         | 『プシュパ 覚醒』                                  | 受賞       | [ 171 ]                                 |
| フィルムフェア賞 南インド映画部門     |                                            |                                                    |            |                                         |
| 2005年                                | テルグ語映画部門音楽監督賞                 | 『Varsham』                                        | 受賞       | [ 172 ]                                 |
| 2005年                                | テルグ語映画部門音楽監督賞                 | 『Arya』                                           | ノミネート | [ 173 ]                                 |
| 2006年                                | テルグ語映画部門音楽監督賞                 | 『Nuvvostanante Nenoddantana』                     | 受賞       | [ 174 ] [ 175 ]                         |
| 2006年                                | 特別賞                                     | 『Nuvvostanante Nenoddantana』                     | 受賞       | [ 174 ] [ 175 ]                         |
| 2007年                                | テルグ語映画部門音楽監督賞                 | 『Bommarillu』                                     | 受賞       | [ 176 ]                                 |
| 2009年                                | テルグ語映画部門音楽監督賞                 | 『Jalsa』                                          | ノミネート | [ 177 ]                                 |
| 2010年                                | テルグ語映画部門音楽監督賞                 | 『Arya 2』                                         | ノミネート | [ 178 ] [ 179 ] [ 180 ]                 |
| 2010年                                | タミル語映画部門音楽監督賞                 | 『Kanthaswamy』                                    | ノミネート | [ 178 ] [ 179 ] [ 180 ]                 |
| 2010年                                | タミル語映画部門音楽監督賞                 | 『Villu』                                          | ノミネート | [ 178 ] [ 179 ] [ 180 ]                 |
| 2011年                                | テルグ語映画部門音楽監督賞                 | 『Adhurs』                                         | ノミネート | [ 181 ]                                 |
| 2012年                                | テルグ語映画部門音楽監督賞                 | 『100% Love』                                      | ノミネート | [ 182 ]                                 |
| 2013年                                | テルグ語映画部門音楽監督賞                 | 『Gabbar Singh』                                   | 受賞       | [ 183 ]                                 |
| 2014年                                | テルグ語映画部門音楽監督賞                 | 『Attarintiki Daredi』                             | 受賞       | [ 184 ]                                 |
| 2014年                                | テルグ語映画部門音楽監督賞                 | 『Mirchi』                                         | ノミネート | [ 185 ]                                 |
| 2015年                                | テルグ語映画部門音楽監督賞                 | 『ザ・フェイス』                                   | ノミネート | [ 186 ]                                 |
| 2016年                                | テルグ語映画部門音楽監督賞                 | 『Srimanthudu』                                    | 受賞       | [ 187 ]                                 |
| 2017年                                | テルグ語映画部門音楽アルバム賞             | 『Nannaku Prematho』                               | 受賞       | [ 188 ]                                 |
| 2018年                                | テルグ語映画部門音楽アルバム賞             | 『仕置人DJ』                                       | ノミネート | [ 189 ]                                 |
| 2018年                                | テルグ語映画部門音楽アルバム賞             | 『Khaidi No. 150』                                 | ノミネート | [ 190 ]                                 |
| 2019年                                | テルグ語映画部門音楽アルバム賞             | 『ランガスタラム』                                 | 受賞       | [ 191 ]                                 |
| 2022年                                | テルグ語映画部門音楽アルバム賞             | 『プシュパ 覚醒』                                  | 受賞       | [ 192 ]                                 |
| 2024年                                | テルグ語映画部門音楽アルバム賞             | 『Writer Padmabhushan』                            | ノミネート | [ 193 ]                                 |
| 南インド国際映画賞                    |                                            |                                                    |            |                                         |
| 2012年                                | テルグ語映画部門音楽監督賞                 | 『100% Love』                                      | ノミネート | [ 194 ]                                 |
| 2013年                                | テルグ語映画部門音楽監督賞                 | 『Gabbar Singh』                                   | 受賞       | [ 195 ]                                 |
| 2014年                                | テルグ語映画部門音楽監督賞                 | 『Attarintiki Daredi』                             | 受賞       | [ 196 ]                                 |
| 2015年                                | テルグ語映画部門音楽監督賞                 | 『1: Nenokkadine』                                 | ノミネート | [ 197 ]                                 |
| 2016年                                | テルグ語映画部門音楽監督賞                 | 『Srimanthudu』                                    | 受賞       | [ 198 ]                                 |
| 2017年                                | テルグ語映画部門音楽監督賞                 | 『Janatha Garage』                                 | 受賞       | [ 199 ] [ 200 ]                         |
| 2017年                                | テルグ語映画部門男性プレイバックシンガー賞 | 『Nannaku Prematho』                               | ノミネート | [ 199 ] [ 200 ]                         |
| 2018年                                | テルグ語映画部門音楽監督賞                 | 『Khaidi No. 150』                                 | ノミネート | [ 201 ] [ 202 ]                         |
| 2018年                                | テルグ語映画部門男性プレイバックシンガー賞 | 『Khaidi No. 150』                                 | ノミネート | [ 201 ] [ 202 ]                         |
| 2019年                                | テルグ語映画部門音楽監督賞                 | 『ランガスタラム』                                 | 受賞       | [ 203 ]                                 |
| 2021年                                | テルグ語映画部門音楽監督賞                 | 『リシの旅路』                                     | 受賞       |                                         |
| 2021年                                | テルグ語映画部門音楽監督賞                 | 『Sarileru Neekevvaru』                            | ノミネート |                                         |
| 2022年                                | テルグ語映画部門音楽監督賞                 | 『プシュパ 覚醒』                                  | 受賞       |                                         |
| 2022年                                | テルグ語映画部門作詞家賞                   | 『Sarileru Neekevvaru』                            | ノミネート |                                         |
| 2024年                                | テルグ語映画部門音楽監督賞                 | 『Writer Padmabhushan』                            | ノミネート | [ 204 ]                                 |
| IIFAウトサヴァム                      |                                            |                                                    |            |                                         |
| 2016年                                | テルグ語映画部門音楽監督賞                 | 『Srimanthudu』                                    | 受賞       | [ 205 ]                                 |
| 2016年                                | テルグ語映画部門作詞賞                     | - 「Super Machi」 - 『S/O Satyamurthy』            | ノミネート | [ 205 ]                                 |
| 2017年                                | テルグ語映画部門音楽監督賞                 | 『Janatha Garage』                                 | 受賞       | [ 206 ]                                 |
| 2017年                                | テルグ語映画部門音楽監督賞                 | 『Sardaar Gabbar Singh』                           | ノミネート | [ 207 ]                                 |
| 2024年                                | テルグ語映画部門音楽監督賞                 | 『Waltair Veerayya』                               | ノミネート | [ 208 ]                                 |
| ナンディ賞                            |                                            |                                                    |            |                                         |
| 2013年                                | 音楽監督賞                                 | 『Attarintiki Daredi』                             | 受賞       | [ 209 ]                                 |
| ミルチ音楽賞 南インド映画部門         |                                            |                                                    |            |                                         |
| 2010年                                | 審査員選出歌曲賞                           | - 「Ringa Ringa」 - 『Arya 2』                     | 受賞       | [ 210 ]                                 |
| 2010年                                | 審査員選出アルバム賞                       | 『Arya 2』                                         | 受賞       | [ 210 ]                                 |
| 2013年                                | 審査員選出歌曲賞                           | - 「Akasam Ammayaithe」 - 『Gabbar Singh』         | 受賞       | [ 211 ] [ 212 ] [ 213 ] [ 214 ] [ 215 ] |
| 2013年                                | 視聴者選出歌曲賞                           | - 「Kevvu Keka」 - 『Gabbar Singh』                | 受賞       | [ 211 ] [ 212 ] [ 213 ] [ 214 ] [ 215 ] |
| 2013年                                | 審査員選出アルバム賞                       | 『Gabbar Singh』                                   | 受賞       | [ 211 ] [ 212 ] [ 213 ] [ 214 ] [ 215 ] |
| 2013年                                | 視聴者選出アルバム賞                       | 『Gabbar Singh』                                   | ノミネート | [ 211 ] [ 212 ] [ 213 ] [ 214 ] [ 215 ] |
| 2013年                                | 作曲家賞                                   | 『Gabbar Singh』                                   | ノミネート | [ 211 ] [ 212 ] [ 213 ] [ 214 ] [ 215 ] |
| 2015年                                | 審査員選出アルバム賞                       | 『1: Nenokkadine』                                 | ノミネート | [ 216 ] [ 217 ]                         |
| 2015年                                | 男性歌手賞                                 | - 「Who R U?」 - 『1: Nenokkadine』                | ノミネート | [ 216 ] [ 217 ]                         |
| 2016年                                | 視聴者選出歌曲賞                           | - 「Super Machi」 - 『S/O Satyamurthy』            | 受賞       | [ 218 ] [ 219 ]                         |
| 2016年                                | 視聴者選出アルバム賞                       | 『S/O Satyamurthy』                                | 受賞       | [ 218 ] [ 219 ]                         |
| 2021年                                | 視聴者選出ディケイド・アルバム賞           | 『Attarintiki Daredi』                             | 受賞       | [ 220 ]                                 |
| 2021年                                | 視聴者選出ディケイド・アルバム賞           | 『Gabbar Singh』                                   | ノミネート | [ 221 ]                                 |
| 2021年                                | 視聴者選出ディケイド・アルバム賞           | 『S/O Satyamurthy』                                | ノミネート | [ 222 ]                                 |
| 2021年                                | 審査員選出ディケイド・アルバム賞           | 『Attarintiki Daredi』                             | ノミネート | [ 223 ]                                 |
| 2021年                                | 審査員選出ディケイド・アルバム賞           | 『Gabbar Singh』                                   | ノミネート |                                         |
| 2021年                                | 審査員選出ディケイド歌曲賞                 | - 「Super Machi」 - 『S/O Satyamurthy』            | ノミネート |                                         |
| 2021年                                | ディケイド作曲家賞                         | - 「Aaradugula Bullettu」 - 『Attarintiki Daredi』 | ノミネート |                                         |
| CineMAA賞                             |                                            |                                                    |            |                                         |
| 2005年                                | 音楽監督賞                                 | 『Varsham』                                        | 受賞       | [ 224 ]                                 |
| 2007年                                | 音楽監督賞                                 | 『Bommarillu』                                     | 受賞       | [ 225 ]                                 |
| 2010年                                | 音楽監督賞                                 | 『Arya 2』                                         | 受賞       | [ 226 ]                                 |
| 2013年                                | 音楽監督賞                                 | 『Gabbar Singh』                                   | 受賞       | [ 227 ]                                 |
| 2015年                                | 特別音楽賞                                 | 『1: Nenokkadine』                                 | 受賞       | [ 228 ]                                 |
| 2016年                                | 音楽監督賞                                 | 『Srimanthudu』                                    | 受賞       | [ 229 ]                                 |
| 2016年                                | 音楽監督賞                                 | 『S/O Satyamurthy』                                | 受賞       | [ 230 ]                                 |
| 2016年                                | 音楽監督賞                                 | 『Kumari 21F』                                     | 受賞       | [ 231 ]                                 |
| ジー・シネ・アワード・テルグ          |                                            |                                                    |            |                                         |
| 2019年                                | 音楽監督賞                                 | 『ランガスタラム』                                 | 受賞       | [ 232 ]                                 |
| 2020年                                | アルバム賞                                 | 『F2: Fun and Frustration』                        | ノミネート | [ 233 ]                                 |
| サントーシャム南インド映画賞          |                                            |                                                    |            |                                         |
| 2005年                                | 音楽監督賞                                 | 『Varsham』                                        | 受賞       | [ 234 ]                                 |
| 2006年                                | 音楽監督賞                                 | 『Nuvvostanante Nenoddantana』                     | 受賞       | [ 235 ]                                 |
| 2009年                                | 音楽監督賞                                 | 『Jalsa』                                          | 受賞       | [ 236 ]                                 |
| 2013年                                | 音楽監督賞                                 | 『Gabbar Singh』                                   | 受賞       | [ 237 ]                                 |
| 2015年                                | BigFM音楽賞                                | 『1: Nenokkadine』                                 | 受賞       | [ 238 ]                                 |
| 2016年                                | 音楽監督賞                                 | 『Srimanthudu』                                    | 受賞       | [ 239 ]                                 |
| 2016年                                | 音楽監督賞                                 | 『Kumari 21F』                                     | 受賞       | [ 239 ]                                 |
| 2022年                                | 音楽監督賞                                 | 『プシュパ 覚醒』                                  | 受賞       | [ 240 ]                                 |
| ガルフ・アーンドラ音楽賞              |                                            |                                                    |            |                                         |
| 2014年                                | 作曲賞                                     | 『Attarintiki Daredi』                             | 受賞       | [ 241 ] [ 242 ]                         |
| 2014年                                | 音楽監督賞                                 | 『Attarintiki Daredi』                             | 受賞       | [ 241 ] [ 242 ]                         |
| 2015年                                | 作曲賞                                     | 『Legend』                                         | 受賞       | [ 243 ] [ 244 ] [ 245 ]                 |
| 2015年                                | 主題歌賞                                   | - 「Legend」 - 『Legend』                          | 受賞       | [ 243 ] [ 244 ] [ 245 ]                 |
| 2015年                                | アイテム・ソング賞                         | - 「Ayyo Papam」 - 『ザ・フェイス』                | 受賞       | [ 243 ] [ 244 ] [ 245 ]                 |
| 2016年                                | 音楽監督賞                                 | 『Srimanthudu』                                    | 受賞       | [ 246 ] [ 247 ]                         |
| 2016年                                | コマーシャル・ソング賞                     | - 「Super Machi」 - 『S/O Satyamurthy』            | 受賞       | [ 246 ] [ 247 ]                         |
| ハイデラバード・タイムズ映画賞        |                                            |                                                    | 受賞       |                                         |
| 2013年                                | 音楽監督賞                                 | 『Gabbar Singh』                                   | 受賞       | [ 248 ]                                 |
| Maa音楽賞                             |                                            |                                                    |            |                                         |
| 2012年                                | 大衆音楽監督賞                             | 『Gabbar Singh』                                   | 受賞       | [ 249 ]                                 |
| 2012年                                | アイテム・ソング賞                         | - 「Kevvu Keka」 - 『Gabbar Singh』                | 受賞       | [ 250 ]                                 |
| ラジオ・シティ映画賞                  |                                            |                                                    |            |                                         |
| 2018年                                | 音楽監督賞                                 | 『Khaidi No. 150』                                 | ノミネート | [ 251 ]                                 |
| 2019年                                | 音楽監督賞                                 | 『ランガスタラム』                                 | ノミネート | [ 252 ]                                 |
| 2019年                                | 作曲賞                                     | 『ランガスタラム』                                 | ノミネート | [ 253 ]                                 |
| 2019年                                | 男性歌手賞                                 | - 「Yentha Sakkagunnave」 - 『ランガスタラム』     | ノミネート | [ 254 ]                                 |
| サクシ・エクセレンス・アワード        |                                            |                                                    |            |                                         |
| 2015年                                | 音楽監督賞                                 | 『Srimanthudu』                                    | 受賞       | [ 255 ]                                 |
| 2015年                                | 音楽監督賞                                 | 『S/O Satyamurthy』                                | 受賞       | [ 255 ]                                 |
| 2015年                                | 音楽監督賞                                 | 『Kumari 21F』                                     | 受賞       | [ 255 ]                                 |
| 2016年                                | 音楽監督賞                                 | 『Nannaku Prematho』                               | 受賞       | [ 256 ] [ 257 ]                         |
| 2019年                                | 音楽監督賞                                 | 『ランガスタラム』                                 | 受賞       | [ 258 ]                                 |
| サウス・スコープ・ライフスタイル賞    |                                            |                                                    |            |                                         |
| 2009年                                | 音楽監督賞                                 | 『Jalsa』                                          | 受賞       | [ 259 ] [ 260 ]                         |
| 2010年                                | 音楽監督賞                                 | 『Arya 2』                                         | 受賞       | [ 261 ]                                 |
| TSR-TV9ナショナル・フィルム・アワード |                                            |                                                    |            |                                         |
| 2015年                                | 音楽監督賞                                 | 『Damarukam』                                      | 受賞       | [ 262 ]                                 |
| 2015年                                | 音楽監督賞                                 | 『Attarintiki Daredi』                             | 受賞       | [ 263 ] [ 264 ]                         |
| 2017年                                | 音楽監督賞                                 | 『S/O Satyamurthy』                                | 受賞       | [ 265 ]                                 |
| 国際タミル映画賞                      |                                            |                                                    |            |                                         |
| 2012年                                | 音楽監督賞                                 | 『Venghai』                                        | 受賞       | [ 266 ]                                 |
| ヴィジャイ・アワード                  |                                            |                                                    |            |                                         |
| 2010年                                | 音楽監督賞                                 | 『Kanthaswamy』                                    | ノミネート | [ 267 ]                                 |
| ヴィジャイ音楽賞                      |                                            |                                                    |            |                                         |
| 2011年                                | 大衆選出歌曲賞                             | - 「Kadhal Vandale」 - 『Singam』                  | 受賞       | [ 268 ]                                 |